# Jaume March (professor)
Jaume March (Pollença, 1955 - Palma, 7 de gener de 2019) va ser un professor i polític balear.
Fou director de l'IES Marratxí i va ser un dels impulsors de l'anomenada "Marea Verda", que va plantar cara al TIL de Bauzá. Va deixar el seu lloc a l'institut el 2015, on va treballar durant més de 30 anys, per ocupar un alt càrrec de lliure designació, com a cap de departament de Planificació de la Conselleria d'Educació i Universitat del govern balear presidit per Francina Armengol. March va agafar notorietat per la seva posició de director de l'Institut de Marratxí durant el govern de José Ramón Bauzá, combatent el polèmic TIL i defensant la llengua catalana a l'escola. Per aquest motiu March va patir represàlies, essent expedientat, juntament amb altres tres companys, i suspès de funcions del seu càrrec. La Conselleria d'Educació, amb Joana Maria Camps Bosch al capdavant, va obrir un expedient informatiu pel seu comportament durant la vaga educativa de 2013 per "conculcar el dret a l'educació", que va ser retirat en desembre de 2014. En un segon expedient, va tornar a ser suspès com a director de l'institut de Marratxí.
El 14 de desembre de 2018 va patir un accident de trànsit a Menorca, en què va perdre la vida la seva muller, Conxa Morlà, exgerent de les conegudes "Llibreria des Call" i "Llibreria del Grand Hotel". El vehicle del matrimoni va topar contra un camió. Morlà va morir a l'acte i March va ser ingressat a la Unitat de Cures Intensives (UCI) de l'Hospital Mateu Orfila de Menorca. Dies després, va ser traslladat a l'UCI de Son Espases. El matí del 7 de gener de 2019 va morir mentre estava ingressat a l'hospital de So n'Espases de Palma, a causa de les greus lesions sofertes en el sinistre.